# Grindsted
Grindsted är en tätort i Region Syddanmark i Danmark. Tätorten har 9 745 invånare (2024). Den är centralort i Billunds kommun och ligger på Jylland, cirka 44 kilometer nordost om Esbjerg. Grindsted var centralort i Grindsteds kommun fram till kommunreformen 2007.